# Correlhã
Correlhã é uma povoação portuguesa sede da Freguesia de Correlhã do Município de Ponte de Lima, freguesia com 8,04 km² de área e 2787 habitantes (censo de 2021), tendo, por isso, uma densidade populacional de 346,6 hab./km².
Correlhã é uma das mais antigas e ricas freguesias do município. Localiza-se a menos de três quilómetros de Ponte de Lima. Foi, até ao início do século XIX, cabeça de couto que incluía também a freguesia de Paradela de Seara.

## Demografia
A população registada nos censos foi:
| Distribuição da População por Grupos Etários | Distribuição da População por Grupos Etários | Distribuição da População por Grupos Etários | Distribuição da População por Grupos Etários | Distribuição da População por Grupos Etários |
| -------------------------------------------- | -------------------------------------------- | -------------------------------------------- | -------------------------------------------- | -------------------------------------------- |
| Ano                                          | 0-14 Anos                                    | 15-24 Anos                                   | 25-64 Anos                                   | > 65 Anos                                    |
| 2001                                         | 576                                          | 512                                          | 1532                                         | 448                                          |
| 2011                                         | 466                                          | 338                                          | 1616                                         | 516                                          |
| 2021                                         | 365                                          | 309                                          | 1456                                         | 657                                          |

## História
No livro Inventário Colectivo dos registros Paroquiais Vol. 2 Norte Arquivos Nacionais na Torre do Tombo, pode ler-se textualmente:
«A primeira referência conhecida a esta freguesia data de 915 e reporta-se à doação feita por Ordenho II a Santiago de Compostela da "in ripa Limie villam quam vocitant Cornelianam (…) et in ea ecclesiam Sancti Thome apostoli".

No século XI, há documentação relativa a esta igreja nos anos de 1061, 1063 e 1065.
Em 1097, o conde D. Henrique e D. Teresa confirmaram a Santiago de Compostela a doação da "villa Corneliana".
São Tomé de Correlhã aparece, em 1220, inserida na Terra de Ponte.

Em 1258, nas Inquirições de D. Afonso III, enquadrava-se no julgado de Correlhã.
No catálogo das igrejas, organizado em 1320, a igreja de São Tomé de Correlhã, foi taxada em 300 libras. Gozava, pois, de uma razoável situação económica.
No registo da cobrança das "colheitas" dos benefícios pertencentes ao arcebispado de Braga, feita entre 1489 e 1493, D. Jorge da Costa refere que o rendimento desta igreja era de 30 libras ou, em dinheiro com "morturas", 2.280 reis. Pertencia então à Terra de Penela.

Em 1528, o Livro dos Benefícios e Comendas atribui-lhe 70 mil réis de rendimento.
Américo Costa descreve-a como reitoria da apresentação do Ordinário e comenda da Ordem de Cristo, da Casa de Bragança.»

Segundo documentos existentes, a Correlhã foi pioneira em organizar um grupo de Lavradores e Lavradeiras que se deslocou ao Palácio de Cristal, no Porto, onde, no dia 4 de Setembro de 1892, apresentou as suas danças e cantigas, deslumbrando as gentes da Cidade Invicta. Logo pode-se atribuir o nome de "Berço do Folclore".

## Património
- Cruzeiro da Pedrosa
- Capela de Santo Abdão da Correlhã
- Santuário de Nossa Senhora da Boa Morte
- Igreja de São Tomé da Correlhã